# Balas perdidas
Balas perdidas es el nombre del segundo álbum de estudio de la banda colombiana Morat, publicado el 25 de octubre de 2018.

## Historia
El 3 de noviembre de 2017, Morat lanzó "Besos en guerra" en colaboración con Juanes, sin álbum ni título del álbum en mente. La canción tuvo mucho éxito, colocándose en menos de una semana en el número 1 de iTunes y Spotify, siendo número 1 de Los 40, y doble disco de platino.
El 8 de junio de 2018, Morat lanzó, 7 meses después de "Besos en guerra", el segundo sencillo del álbum, "Cuando nadie ve", y aquí la banda ya tiene en mente el disco y su título. La canción siguió los mismos pasos que su predecesora, siendo número 1 de iTunes y Spotify, número 1 de Los 40, y obteniendo disco de platino.
El 6 de julio del mismo año, apenas un mes después de su predecesora, salió el tercer sencillo del álbum, "Punto y aparte", y el 13 de septiembre "El embrujo", su cuarto sencillo, en colaboración con Antonio Carmona y Josemi Carmona.
Finalmente, el álbum salió el 25 de octubre de 2018 bajo el título de "Balas perdidas", y ese mismo día se publicó el quinto sencillo del álbum, "Yo no merezco volver".
El 7 de marzo de 2019, después de 4 meses desde "Yo no merezco volver", Morat publica "No se va", el sexto sencillo del disco y el primero después de su lanzamiento.
El 12 de abril de 2019, Morat lanzó Presiento, en colaboración con Aitana, como adelanto de la edición especial de Balas perdidas.
El 10 de mayo, Morat lanzó Balas perdidas Edición especial, la reedición de Balas perdidas, que incluye Presiento y otras 3 canciones inéditas, incluyendo una cantada por el baterista Martín, "Mi suerte".
El álbum fue nominado al Grammy Latino 2019 en la categoría Mejor Álbum del año.

## Concepto
A continuación se explica el concepto que describe Morat de Balas perdidas:
"Imaginen un terreno baldío en el que se va caminando, sin rumbo. No hay mucho que ver. No hay árboles, ni ríos, ni estrellas, ni sol, ni luna. Un paso tras otro se avanza, aunque no se sabe muy bien a dónde va. De repente, tan rápido como un rayo, se siente un cambio abrupto en el cuerpo. El golpe entra por el costado izquierdo, debajo del brazo y sobre la línea de las costillas. No duele pero incomoda. No se ve a nadie a quien culpar. Cosquillean las puntas de los dedos y se dan cuenta de que fueron heridos.  Desde algún lugar insospechado los ha impactado una bala perdida. Su instinto les confirma que han terminado en el lugar preciso para que solo por suerte o destino esa bala haya llegado a su cuerpo. Nadie puede escapar de una bala perdida, pues nadie puede huir de lo que no espera. Y como las balas perdidas, que van y vienen sin avisar, las canciones funcionan de la misma manera.
Escribir una canción es ser el tirador. Y así como hay tiradores que pierden sus balas hay compositores que extravían sus canciones. Hay canciones que se escriben para una persona y llegan a alguien más, o canciones que se escriben sin alguien en mente y terminan golpeando a una víctima insospechada. Algunas veces se dispara y se golpea a la persona equivocada, otras tantas uno recibe un disparo sin saber de dónde viene. A pesar del daño colateral, en el azar de disparar y recibir disparos, sólo esperamos que esto nunca se detenga. Que, con todo y las heridas, sigamos recibiendo estos disparos que nos sacuden el corazón y nos recuerdan que ahí sigue, palpitando, jugando ser un blanco.
Acá les dejamos doce balas perdidas con la esperanza de que, de una u otra forma, los alcance alguna, como varias nos han alcanzado ya a nosotros”.

## Lista de canciones
| N.º | Título                                              | Escritor(es)                                                                                        | Productor(es)          | Duración |  |
| 1.  | «Otras se pierden»                                  | Juan Pablo Isaza, Juan Pablo Villamil, Simón Vargas, Martín Vargas, Mauricio Rengifo, Andrés Torres | Torres, Rengifo, Isaza | 3:54     |  |
| 2.  | «Acuérdate de mí»                                   | Isaza, Villamil, S. Vargas, M. Vargas, Rengifo, Torres, Susana Isaza                                | Torres, Rengifo        | 3:41     |  |
| 3.  | «Besos en guerra» (con Juanes)                      | Isaza, Villamil, S. Vargas, M. Vargas, Rengifo, Torres                                              | Torres, Rengifo        | 3:51     |  |
| 4.  | «Cuando el amor se escapa»                          | Isaza, Villamil, S. Vargas, M. Vargas, Rengifo, Torres                                              | Torres, Rengifo, Isaza | 2:56     |  |
| 5.  | «No se va»                                          | Isaza, Villamil, S. Vargas, M. Vargas, Rengifo, Torres                                              | Torres, Rengifo        | 3:36     |  |
| 6.  | «Mi vida entera»                                    | Isaza, Villamil, S. Vargas, Rengifo, Torres                                                         | Torres, Rengifo, Isaza | 3:34     |  |
| 7.  | «El embrujo» (con Antonio Carmona y Josemi Carmona) | Isaza, Villamil, S. Vargas, Rengifo                                                                 | Pablo Cebrián, Isaza   | 3:58     |  |
| 8.  | «Yo no merezco volver»                              | Isaza, Villamil, S. Vargas, M. Vargas, Rengifo, Torres, Claudia Brant                               | Torres, Rengifo, Isaza | 3:40     |  |
| 9.  | «Maldita costumbre»                                 | Isaza, Villamil, S. Vargas, M. Vargas, Brant, Rengifo, Torres                                       | Torres, Rengifo, Isaza | 2:45     |  |
| 10. | «Cuando nadie ve»                                   | Isaza, Villamil, S. Vargas, M. Vargas, Rengifo, Torres                                              | Torres, Rengifo        | 3:39     |  |
| 11. | «Punto y aparte»                                    | Isaza, Villamil, S. Vargas, M. Vargas, Rengifo, Torres                                              | Torres, Rengifo        | 3:31     |  |
| 12. | «11 besos»                                          | Isaza, Villamil, Torres, Rengifo                                                                    | Torres, Rengifo, Isaza | 1:58     |  |

## Balas perdidas (Edición especial)
El 10 de mayo de 2019 se lanzó Balas perdidas (Edición especial), la reedición del álbum, que incluye cuatro canciones inéditas, entre ellas Presiento, junto a Aitana, como único sencillo.
| N.º | Título                                              | Escritor(es)                                                         | Productor(es)          | Duración |  |
| 1.  | «Otras se pierden»                                  |                                                                      |                        | 3:54     |  |
| 2.  | «Acuérdate de mí»                                   |                                                                      |                        | 3:41     |  |
| 3.  | «Besos en guerra» (con Juanes)                      |                                                                      |                        | 3:51     |  |
| 4.  | «Cuando el amor se escapa»                          |                                                                      |                        | 2:56     |  |
| 5.  | «No se va»                                          |                                                                      |                        | 3:36     |  |
| 6.  | «Mi vida entera»                                    |                                                                      |                        | 3:34     |  |
| 7.  | «El embrujo» (con Antonio Carmona y Josemi Carmona) |                                                                      |                        | 3:58     |  |
| 8.  | «Yo no merezco volver»                              |                                                                      |                        | 3:40     |  |
| 9.  | «Maldita costumbre»                                 |                                                                      |                        | 2:45     |  |
| 10. | «Cuando nadie ve»                                   |                                                                      |                        | 3:39     |  |
| 11. | «Punto y aparte»                                    |                                                                      |                        | 3:31     |  |
| 12. | «11 besos»                                          |                                                                      |                        | 1:58     |  |
| 13. | «Causa perdida»                                     | Isaza, Villamil, S. Vargas, M. Vargas, Rengifo, Torres, Josué Alaniz | Torres, Rengifo, Isaza | 3:40     |  |
| 14. | «¿Qué ganas?»                                       | J. Isaza, S. Vargas, Villamil, M. Vargas                             | Isaza                  | 3:32     |  |
| 15. | «Mi suerte»                                         | Isaza, Villamil, S. Vargas, M. Vargas                                | Isaza                  | 3:33     |  |
| 16. | «Presiento» (con Aitana)                            | Isaza, Villamil, S. Vargas, M. Vargas, Aitana Ocaña                  | Isaza                  | 2:54     |  |

## Balas Perdidas Tour
Balas Perdidas Tour es la gira de conciertos que la banda  Morat realiza desde marzo hasta septiembre de 2019.

| Fecha                    | Ciudad                 | País                 | Recinto                                             |
| ------------------------ | ---------------------- | -------------------- | --------------------------------------------------- |
| 11 de noviembre de 2018  | San José               | Costa Rica           | Anfiteatro Coca-Cola Parque Viva                    |
| 16 de noviembre de 2018  | Ciudad de México       | México               | Palacio de los Deportes                             |
| 13 de diciembre de 2018  | Guayaquil              | Ecuador              | Explanada Centro de Convenciones                    |
| 3 de febrero de 2019     | Pucón                  | Chile                | Casino Enjoy Pucón                                  |
| 5 de febrero de 2019     | Viña del Mar           | Chile                | Casino Municipal Enjoy Viña del Mar                 |
| 6 de febrero de 2019     | Viña del Mar           | Chile                | Casino Municipal Enjoy Viña del Mar                 |
| 8 de febrero de 2019     | Coquimbo               | Chile                | Casino Enjoy Coquimbo                               |
| 16 de febrero de 2019    | Ciudad de México       | México               | Autódromo Hermanos Rodríguez                        |
| 23 de febrero de 2019    | San Salvador           | El Salvador          | Centro Internacional de Ferias y Convenciones CIFCO |
| 28 de marzo de 2019      | Buenos Aires           | Argentina            | Luna Park                                           |
| 30 de marzo de 2019      | Quito                  | Ecuador              | Coliseo General Rumiñahui                           |
| 31 de marzo de 2019      | Cuenca                 | Ecuador              | Coliseo "Jefferson Perez Quezada"                   |
| 4 de abril de 2019       | San Francisco          | Estados Unidos       | The Regency Ballroom                                |
| 5 de abril de 2019       | Los Ángeles            | Estados Unidos       | The Novo                                            |
| 6 de abril de 2019       | San Diego              | Estados Unidos       | Balboa Theatre                                      |
| 7 de abril de 2019       | Phoenix                | Estados Unidos       | The Van Buren                                       |
| 11 de abril de 2019      | El Paso                | Estados Unidos       | Plaza Theatre                                       |
| 12 de abril de 2019      | San Antonio            | Estados Unidos       | Aztec Theatre                                       |
| 13 de abril de 2019      | McAllen                | Estados Unidos       | Performing Arts Center                              |
| 25 de abril de 2019      | Houston                | Estados Unidos       | Arena Theatre                                       |
| 26 de abril de 2019      | Dallas                 | Estados Unidos       | Majestic Theatre                                    |
| 27 de abril de 2019      | Chicago                | Estados Unidos       | Joe's Live                                          |
| 28 de abril de 2019      | Woodbridge             | Estados Unidos       | The Palace                                          |
| 29 de abril de 2019      | Nueva York             | Estados Unidos       | Stage 48                                            |
| 2 de mayo de 2019        | Atlanta                | Estados Unidos       | Buckhead Theatre                                    |
| 4 de mayo de 2019        | Miami                  | Estados Unidos       | The Fillmore                                        |
| 5 de mayo de 2019        | Orlando                | Estados Unidos       | House of Blues                                      |
| 12 de mayo de 2019       | Madrid                 | España               | WiZink Center                                       |
| 17 de mayo de 2019       | Valencia               | España               | Auditorio Marina Sur                                |
| 18 de mayo de 2019       | Barcelona              | España               | Sant Jordi Club                                     |
| 24 de mayo de 2019       | Sevilla                | España               | Fibes                                               |
| 25 de mayo de 2019       | Sevilla                | España               | Fibes                                               |
| 1 de junio de 2019       | Bogotá                 | Colombia             | Movistar Arena                                      |
| 2 de junio de 2019       | Bogotá                 | Colombia             | Movistar Arena                                      |
| 6 de junio de 2019       | Morelia                | México               | Palacio del Arte                                    |
| 7 de junio de 2019       | San Luís Potosí        | México               | Plaza de Toros                                      |
| 8 de junio de 2019       | Guanajuato             | México               |                                                     |
| 11 de junio de 2019      | Michoacán              | México               |                                                     |
| 13 de junio de 2019      | Monterrey              | México               | Auditorio CitiBanamex                               |
| 14 de junio de 2019      | Villahermosa           | México               |                                                     |
| 15 de junio de 2019      | Tuxtla Gutiérrez       | México               |                                                     |
| 20 de junio de 2019      | Puebla de Zaragoza     | México               | Auditorio Complejo Cultural Universitario           |
| 21 de junio de 2019      | Santiago de Querétaro  | México               | Auditorio Josefa Ortiz de Domínguez                 |
| 22 de junio de 2019      | Ciudad de México       | México               | Auditorio Nacional                                  |
| 23 de junio de 2019      | Ciudad de México       | México               | Auditorio Nacional                                  |
| 26 de junio de 2019      | Tampico                | México               |                                                     |
| 29 de junio de 2019      | Santiago               | Chile                | Movistar Arena                                      |
| 1 de agosto de 2019      | Ciudadela de Rosas     | España               | Sons del Mon                                        |
| 2 de agosto de 2019      | Sitges                 | España               | Festival Jardins de Terramar                        |
| 4 de agosto de 2019      | Burriana               | España               | Arenal Sound                                        |
| 5 de agosto de 2019      | Andorra la Vieja       | Andorra              | Envelat Aparcament Parc Central                     |
| 9 de agosto de 2019      | Punta Umbría           | España               | Auditorio Municipal Antonio Gil Hernández           |
| 10 de agosto de 2019     | Sancti Petri           | España               | Concert Music Festival                              |
| 12 de agosto de 2019     | Marbella               | España               | Festival Starlite                                   |
| 14 de agosto de 2019     | Baeza                  | España               | Antigua Estación de Autobuses de Baeza              |
| 15 de agosto de 2019     | Villena                | España               | Polideportivo Municipal                             |
| 16 de agosto de 2019     | Calella de Palafrugell | España               | Festival Cap Roig                                   |
| 30 de agosto de 2019     | Alcalá de Henares      | España               | Recinto amurallado de Alcalá de Henares             |
| 5 de septiembre de 2019  | Murcia                 | España               | Plaza de Toros de Murcia                            |
| 7 de septiembre de 2019  | Bilbao                 | España               | Bilbao Arena                                        |
| 13 de septiembre de 2019 | Lucena                 | España               | Plaza de Toros de Lucena                            |
| 14 de septiembre de 2019 | Madrid                 | España               | Recinto de Conciertos IFEMA-Valdebebas              |
| 19 de septiembre de 2019 | Panamá                 | Panamá               | Centro de Convenciones Amador                       |
| 21 de septiembre de 2019 | Santo Domingo          | República Dominicana | Hard Rock Live Santo Domingo                        |
| 28 de septiembre de 2019 | Asunción               | Paraguay             | SND Arena                                           |
| 17 de octubre de 2019    | Toluca                 | México               | Teatro Morelos                                      |
| 18 de octubre de 2019    | Ciudad Juárez          | México               |                                                     |
| 19 de octubre de 2019    | Chihuahua              | México               |                                                     |
| 22 de octubre de 2019    | Ciudad Victoria        | México               |                                                     |
| 24 de octubre de 2019    | Guadalajara            | México               | Auditorio Telmex                                    |
| 25 de octubre de 2019    | San Miguel de Allende  | México               |                                                     |
| 26 de octubre de 2019    | Tijuana                | México               |                                                     |
| 29 de octubre de 2019    | Guadalajara            | México               | Fiestas de Octubre                                  |
| 30 de octubre de 2019    | León                   | México               | Domo De La Feria                                    |
| 1 de noviembre de 2019   | Torreón                | México               | Coliseo Centenario                                  |
| 2 de noviembre de 2019   | Monterrey              | México               |                                                     |
| 3 de noviembre de 2019   | Saltillo               | México               |                                                     |
| 6 de noviembre de 2019   | Campeche               | México               | Estadio De Béisbol Nelson Barrera Romellon          |
| 7 de noviembre de 2019   | Mérida                 | México               |                                                     |
| 9 de noviembre de 2019   | Hermosillo             | México               | Parque La Ruina                                     |
| 21 de noviembre de 2019  | Ciudad de México       | México               | Auditorio Nacional                                  |
| 25 de noviembre de 2019  | Quito                  | Ecuador              | Coliseo General Rumiñahui                           |
| 29 de noviembre de 2019  | San Pedro Sula         | Honduras             | Expocentro                                          |
| 30 de noviembre de 2019  | San José               | Costa Rica           | Estadio Nacional                                    |
| 12 de diciembre de 2019  | Barcelona              | España               | Sant Jordi Club                                     |
| 13 de diciembre de 2019  | Granada                | España               | Palacio Municipal de Deportes de Granada            |
| 15 de diciembre de 2019  | Madrid                 | España               | WiZink Center                                       |
| 16 de enero de 2020      | Olmué                  | Chile                | Anfiteatro El Patagual                              |
| 14 de noviembre de 2021  | Santiago               | Chile                | Movistar Arena                                      |

## Certificaciones
| País   | Organismo certificador | Certificación    | Ventas certificadas | Ref.  |
| ------ | ---------------------- | ---------------- | ------------------- | ----- |
| México | AMPROFON               | 2× Platino + Oro | 150,000             | [ 4 ] |